# Steve Tom
Steve Tom, né le 20 septembre 1953 à Houston, est un acteur américain.

## Biographie
Steve Tom a étudié le journalisme à l'université de Miami et a longtemps travaillé à la radio comme présentateur des nouvelles. C'est à plus de 40 ans qu'il décide de se lancer dans le métier d'acteur. Il apparaît dès lors dans plusieurs films et de nombreuses séries télévisées, jouant des rôles récurrents dans Commander in Chief, Prison Break et Major Crimes, et présentant pendant deux saisons l'émission de sketches Funny or Die Presents….

## Filmographie

### Cinéma
- 2000 : Sale Môme : Bruce, l'avocat
- 2003 : Confidence : Hamilton-Tan
- 2004 : Des étoiles plein les yeux : le sénateur Downer
- 2006 : Pulse : le présentateur du J.T.
- 2008 : Sept vies : le docteur
- 2012 : Rosewood Lane : Glenn Forrester
- 2012 : Moi, député : le membre du Congrès
- 2013 : iSteve : Don Commodore
- 2014 : Dumb and Dumber De : Dr Pinchelow

### Télévision
- 1992 : Le Rebelle (série télévisée, saison 1 épisode 7) : Crenshaw
- 1999 : Providence (série télévisée, saison 2 épisode 10) : Dr Bauer
- 2000 : The Practice : Bobby Donnell et Associés (série télévisée, saison 4 épisode 11) : Leonard Stewart
- 2001 : Angel (série télévisée, saison 3 épisode 7) : Stephen Mills
- 2002 : À la Maison-Blanche (série télévisée, saison 3 épisode 20) : le général Hodges
- 2002 : New York Police Blues (série télévisée, saison 9 épisode 22) : Allen Walker
- 2004 : Urgences (série télévisée, saison 11 épisode 9) : Dr MacPherson
- 2005 : Las Vegas (série télévisée, saison 2 épisode 17) : Bert Belinsky
- 2005-2006 : Commander in Chief (série télévisée, 6 épisodes) : Steve
- 2007 : Weeds (série télévisée, saison 3 épisodes 4 et 5) : le colonel Kors
- 2007 : FBI : Portés disparus (série télévisée, saison 6 épisode 10) : Brad Harris
- 2008-2009 : Prison Break (série télévisée, 5 épisodes) : Stuart Tuxhorn
- 2009 : Heroes (série télévisée, saison 3 épisode 14) : Steve
- 2010-2011 : Funny or Die Presents… (série télévisée, 22 épisodes) : Ed Halligan
- 2011 : How I Met Your Mother (série télévisée, saison 7 épisode 1) : le père de Kelly
- 2012 : L'Intouchable Drew Peterson (téléfilm) : le rédacteur en chef
- 2012-2014 : Major Crimes (série télévisée, 6 épisodes) : Craig Richwood
- 2014 : The Spoils of Babylon (mini-série) : le général Herman Maddoxton
- 2015 : The Spoils Before Dying (mini-série) : Chip Donwelly